# 田村菜々香
田村 菜々香（たむら ななか、1987年1月12日 - ）は、日本の女子競泳選手（平泳ぎ）。市立船橋高校・東海大学卒、きらら山口所属。

## 戦績
- 2005年 - 世界選手権 100m平泳ぎ 18位、200m平泳ぎ 12位
- 2007年 - ユニバーシアードバンコク大会 50m平泳ぎ 4位、100m平泳ぎ 1位[1]、200m平泳ぎ 5位
- 2007年 - 世界競泳2007 100m平泳ぎ 4位、200m平泳ぎ 3位[2]、400mメドレーリレー 3位（日本新記録）
- 2009年 - 世界選手権2009 200m平泳ぎ 6位、400mメドレーリレー 7位
- 2009年 - ユニバーシアードベオグラード大会 100m平泳ぎ 4位